# Schwergutschiff

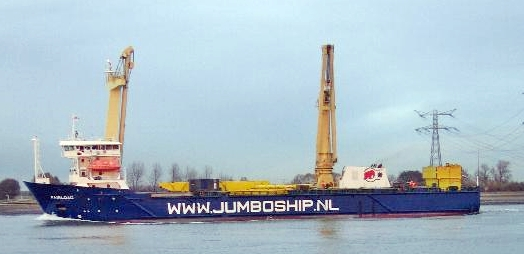
Die Stellanova mit einem Mastkran (250 t SWL) und einem Schwergutbaum (250 t SWL)

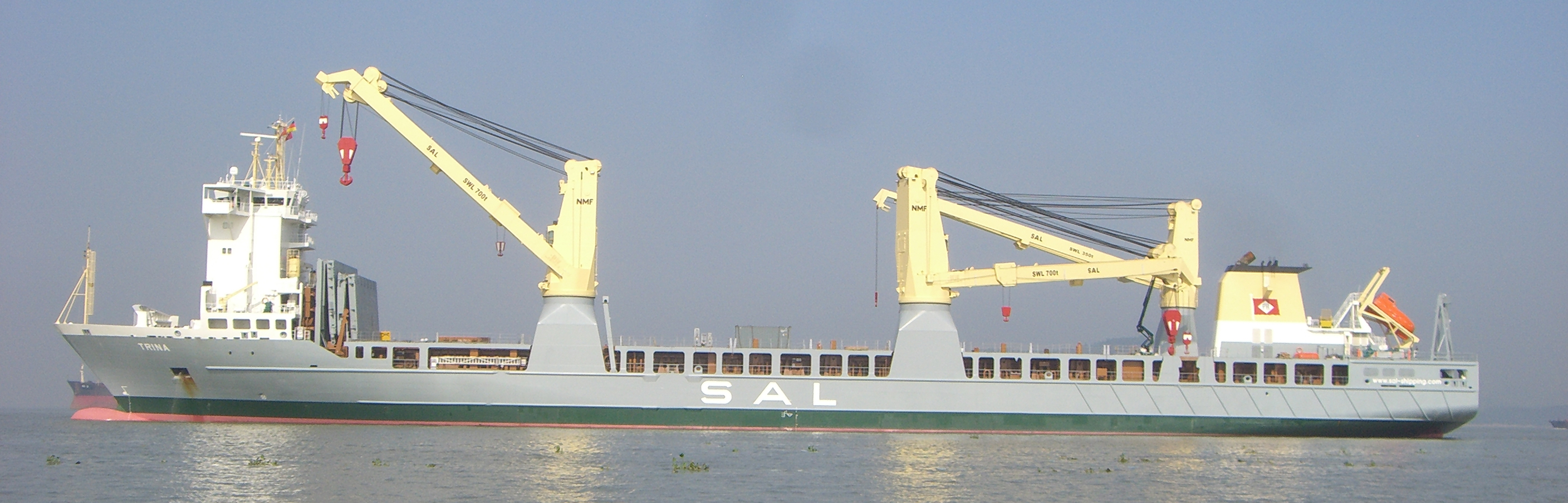
Die Trina mit drei Turmdrehkranen (2 × 700 t SWL und 1 × 350 t SWL)

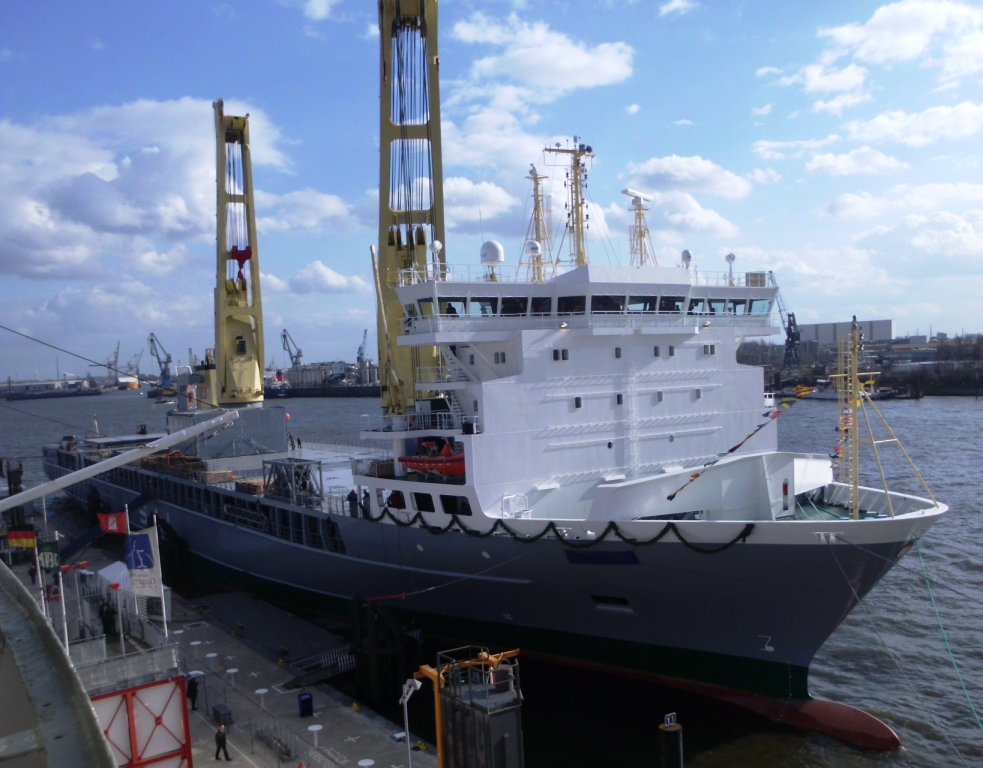
Die Lone; das mit zwei 1000-t-Kranen und DP 2 ausgerüstete Schiff ist momentan das leistungsfähigste Schwergutschiff der Welt.

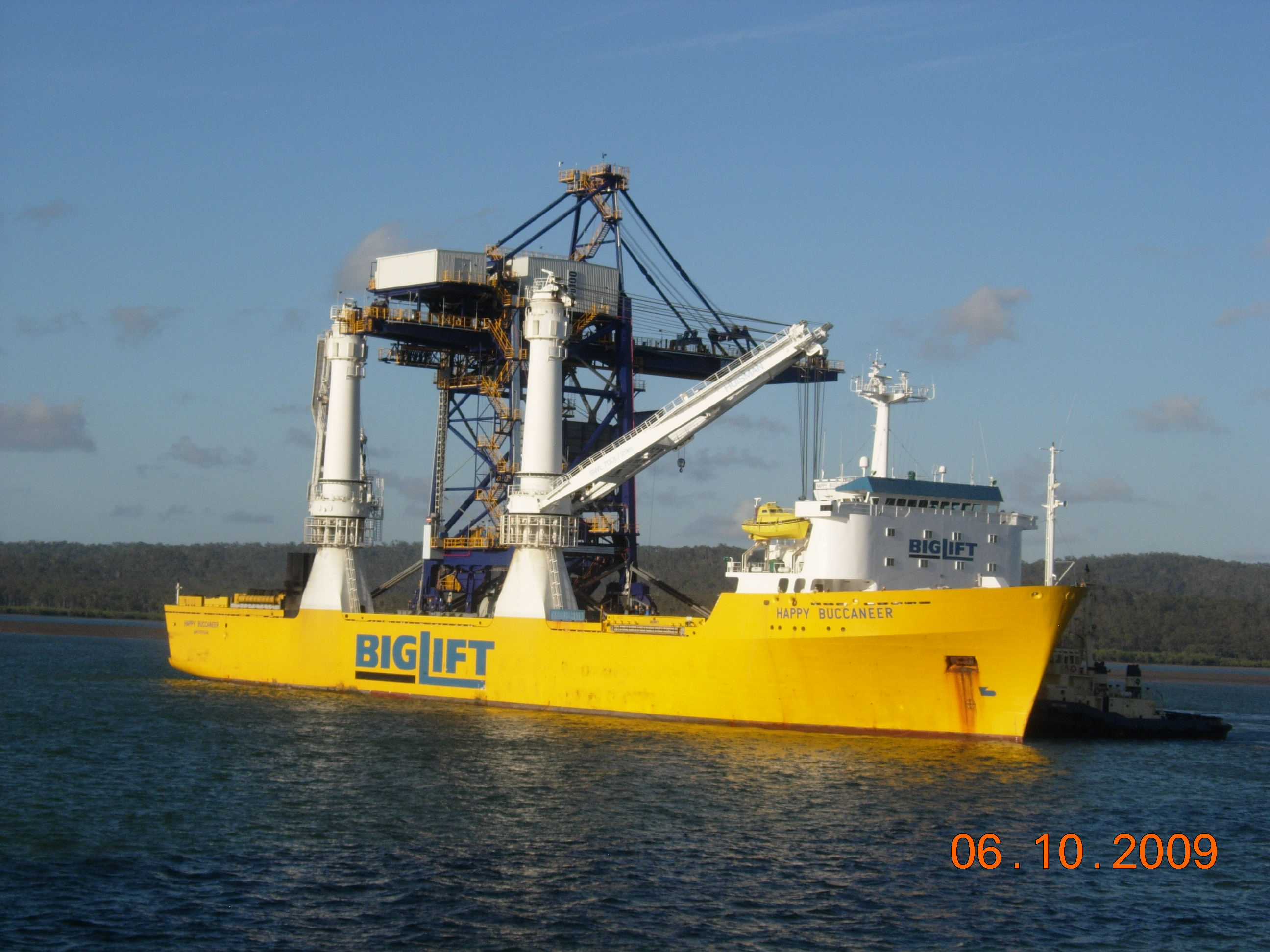
Die Happy Buccaneer war von 1984 bis zur Indienststellung der Jumbo Javelin im Jahre 2004 das leistungsfähigste Schwergutschiff der Welt

Schwergutschiffe sind Stückgutschiffe zur Beförderung extrem schwerer Ladegüter. Heutzutage werden solche Schiffe meistens den Mehrzweckfrachtern zugeordnet. Die häufig genutzte Bezeichnung lautet Heavy Lift Multi Purpose Dry Cargo Vessel, strengthened for heavy cargoes. In den meisten Fällen sind diese Schiffe mit entsprechend dimensionierten Schwergutbäumen oder -kranen ausgerüstet, die es ermöglichen, solch schwere Ladung zu laden und zu löschen. Die Kapazität dieser Krane liegt momentan bei Turmdrehkranen bei 1000 Tonnen (SWL) (Hersteller NMF), bei Mastkranen bei 1500 Tonnen (SWL) (Hersteller Huisman). Bei Bedarf werden zwei Krane im „Tandem“ genutzt, woraus sich die doppelte Hubfähigkeit ergibt.
Schwergutschiffe verfügen über besonders leistungsfähige Ballastpumpen, um während der Ladungsarbeit auftretende Krängungen schnell ausgleichen zu können. Um von der Brücke aus auch bei hohen an Deck verladenen Schwergütern eine ausreichend gute Sicht zu haben, sind bei Schwergutschiffen die Decksaufbauten bisweilen vorne angeordnet. Dies hat auch den Vorteil, dass die Decksaufbauten als Schutz für die oft empfindliche Deckslast fungieren können.
Auf Schwergutschiffen werden noch heutzutage sehr hohe Anforderungen an die klassische Seemannschaft gestellt: Da es sich um nicht standardisierte Ladung handelt, muss diese aufwendig berechnet und den Erfordernissen nach gelascht werden.

## Geschichte

### Die Anfänge
1918 gründete Christen Smith, ein ehemaliger Offizier der norwegischen Marine, die Reederei Belships, deren ersten beiden Schiffe schon 1921 im Zuge der Schifffahrtskrise aufgelegt wurden. Anfang der 1920er Jahre stieg das Ladungsaufkommen an Lokomotiven und Eisenbahnwaggons aus Europa und den Vereinigten Staaten, die nach Südamerika und Asien verschifft wurden. Lokomotiven wurden seinerzeit nach dem Bau wieder in ihre Bestandteile zerlegt, um nach der Verschiffung über See im Bestimmungsland erneut wieder zusammengebaut zu werden. Das britische Unternehmen Armstrong, Whitworth & Company erhielt kurz nach dem Ende des Ersten Weltkriegs den Auftrag zur Lieferung von 200 schweren Tenderlokomotiven für die Belgische Staatsbahn. Smith sah in der Verladung kompletter Lokomotiven eine Nische im Frachtenmarkt und ließ daraufhin die beiden aufgelegten Schiffe Belgot und Belfri zu Schwergutschiffen mit zwei großen Luken und leistungsstarkem Schwergutgeschirr umbauen. Lokomotiven konnten auf diese Weise schon etwa einen Tag nach dem Anlandsetzen betriebsbereit sein.

### DieBeldis
Bald darauf erhielt Smith den Auftrag zur Verschiffung einer größeren Anzahl von Lokomotiven für das in Ausbau befindliche Eisenbahnnetz Britisch-Indiens. Er reiste zunächst nach Bombay, um die örtlichen Gegebenheiten zu untersuchen, und orderte daraufhin den ersten eigens für den Schwerguttransport konstruierten Schiffsneubau bei der renommierten Newcastler Werft Armstrong, Whitworth & Company. Der Entwurf der Beldis ging noch einen Schritt weiter, als bei den Schiffen Belgot und Belfri, und verfügte über drei Laderäume mit großen Luken und verstärkter Tankdecke, neun Schwergut-Ladebäume und acht Ladewinden. Das Motorschiff mit einer Tragfähigkeit von 3400 Tonnen war außerdem auf den Transport extrem schwerer oder besonders sperriger Ladungen an Deck vorbereitet. Im angelsächsischen Sprachraum war der Begriff „Belship“ während der 1930er und 1940er Jahre ein Synonym für Schwergutschiffe.

### Die ersten deutschen Schwergutschiffe
Die erste deutsche Reederei, die auf das erhöhte Schwergut-Ladungsaufkommen reagierte, war die DDG Hansa. Sie entwickelte die ersten deutschen Schwergutschiffe, die Lichtenfels-Klasse mit vier Schiffen. Alle Schiffe der Klasse wurden bei Deschimag, Werk A.G. Weser gebaut und zwischen 1929 und 1930 in Dienst gestellt. Diese Schiffe hatten unter anderem im gemeinsamen Unterraum von Luke II und III Bahngleise und eine Verschiebebühne. Die größte Neuerung war jedoch der bis zu 120 Tonnen hebende Schwergutbaum, der diese Schiffe völlig unabhängig von land- oder seeseitigen Einrichtungen für den Schwergutumschlag machte.
Im Jahre 1953 setzte Hansa neuerlich Maßstäbe, als sie das erste Schwergutschiff mit Stülckengeschirr in Dienst stellte. Dieses Geschirr wurde von der Stülcken-Werft entwickelt. Es erreichte mit dem Umbau der MS Trifels 1978 zum Schwergutfrachter mit 2 × 320 t seinen Höhepunkt und Abschluss, denn im Jahre 1979 ging die DDG Hansa in Konkurs.
Danach gab es in Deutschland abgesehen von Condock bis Anfang der 1990er Jahre keine nennenswerte Schwergutreederei mehr. Deren Schiffe sind aber in erster Linie Dockschiffe. Den Markt bedienten nun hauptsächlich zwei niederländische Reedereien, nämlich Jumbo Shipping und Mammoet (später Biglift). Ende der 1980er Anfang der 1990er Jahre begann SAL mit dem Bau des Sietas Typs 132 mit dem Aufbau einer Schwergutflotte. Ab Mitte der 1990er Jahre steigen in Deutschland mehrere Reedereien in das Schwergutgeschäft ein. Die Reederei Rickmers stellt hierbei einen Sonderfall dar, da sie vor dem Verkauf an Hapag-Lloyd schon einmal Schwergutschiffe besaß. Nach dem Rückkauf der Rickmers Reederei durch Bertram Rickmers begann dieser mit dem Aufbau einer Schwergutflotte für einen Liniendienst nach Asien.

## Ladungssicherung

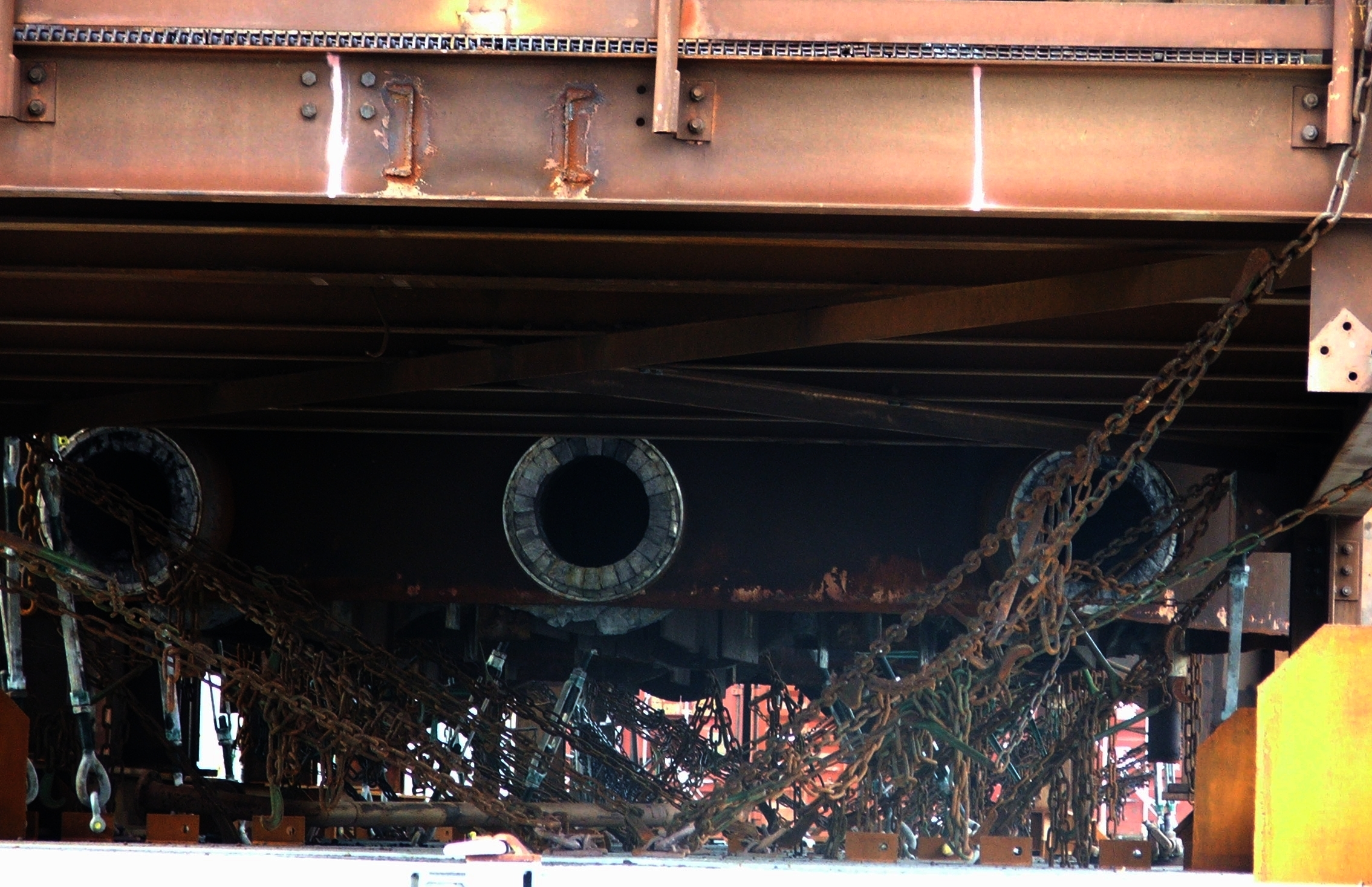
Kettenlasching und Stopper-Platten

In den meisten Fällen wird eine Kombination aus form- und kraftschlüssigen Verfahren zur Ladungssicherung genutzt. Wenn möglich werden sogenannte Stopper-Platten direkt an Deck des Schiffes geschweißt, die an der Ladung anliegen (meistens jedoch mit dieser nicht fest verbunden), um ein Verrutschen zu vermeiden. Mithilfe von Draht- und Kettenlaschings wird die Ladung heruntergezurrt und bei entsprechenden Winkeln auch gegen Verrutschen gesichert.
Zum Einsatz kommen auch Spanngurte. Diese werden allerdings hauptsächlich für kleinere Lasten eingesetzt und dann meist unter Deck, da die Spanner der Gurte bei Kontakt mit Seewasser recht schnell rosten und auch die Gurte selbst die UV-Strahlung der Sonne nicht sonderlich gut vertragen. Es wird beim Stauen und Laschen der Ladung auch sehr viel Stauholz eingesetzt, das unter die Ladungsteile gelegt wird, um die Reibung zu erhöhen. Des Weiteren wird mit Stauholz die Ladung durch pallen (abstützen) gegen andere Ladungsteile oder auch gegen die Bordwand gesichert. Generell wird das Sichern mit Ketten, Gurten und das Pallen mit Holz hauptsächlich bei leichteren Ladungseinheiten angewandt, während bei schweren Ladungsteilen ausschließlich Drahtlaschings und das Anschweißen von Stopperplatten bzw. -trägern verwendet wird.
Beim Laschen muss man die Ladung gegen das Verrutschen in Querschiffsrichtung als auch in Längsrichtung sichern. Des Weiteren muss man die Ladung noch gegen Kippen sichern. Die Kräfte, die beim Drehen des Schiffes um die Längschiffsachse entstehen, können durchaus die einfache Erdbeschleunigung (g) und mehr erreichen, obwohl man meist von der einfachen Erdbeschleunigung bei der Ladungssicherung ausgeht.
Ein Teil der Ladungssicherung erfolgt durch die Reibung des Ladungsteils auf dem Stauholz und dessen Reibung mit dem Schiffsdeck. Die restlichen Kräfte werden durch die Laschings aufgenommen.

## Modernes Schwergutgeschirr

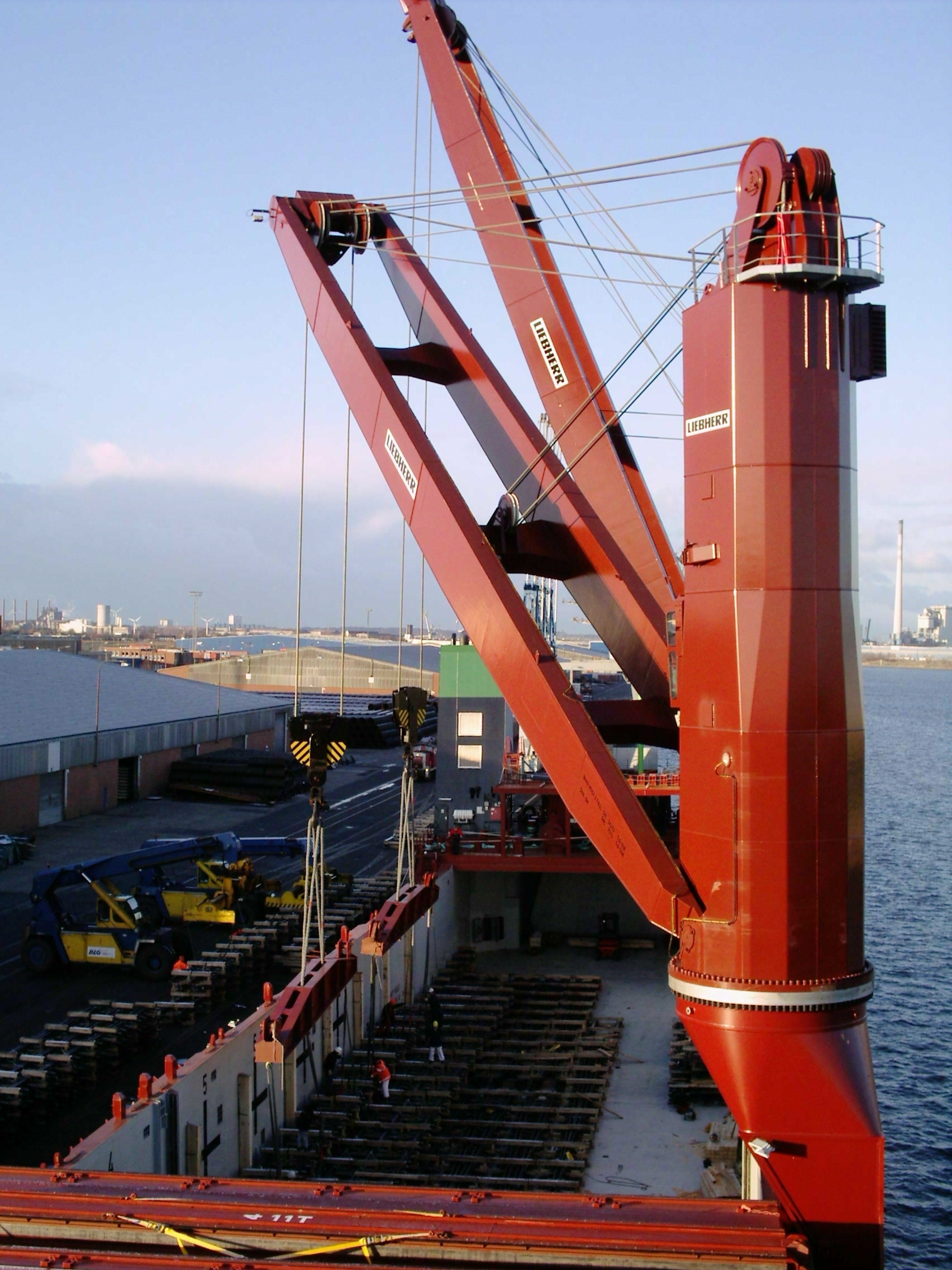
Liebherr-Schwergutkran mit 240 t SWL

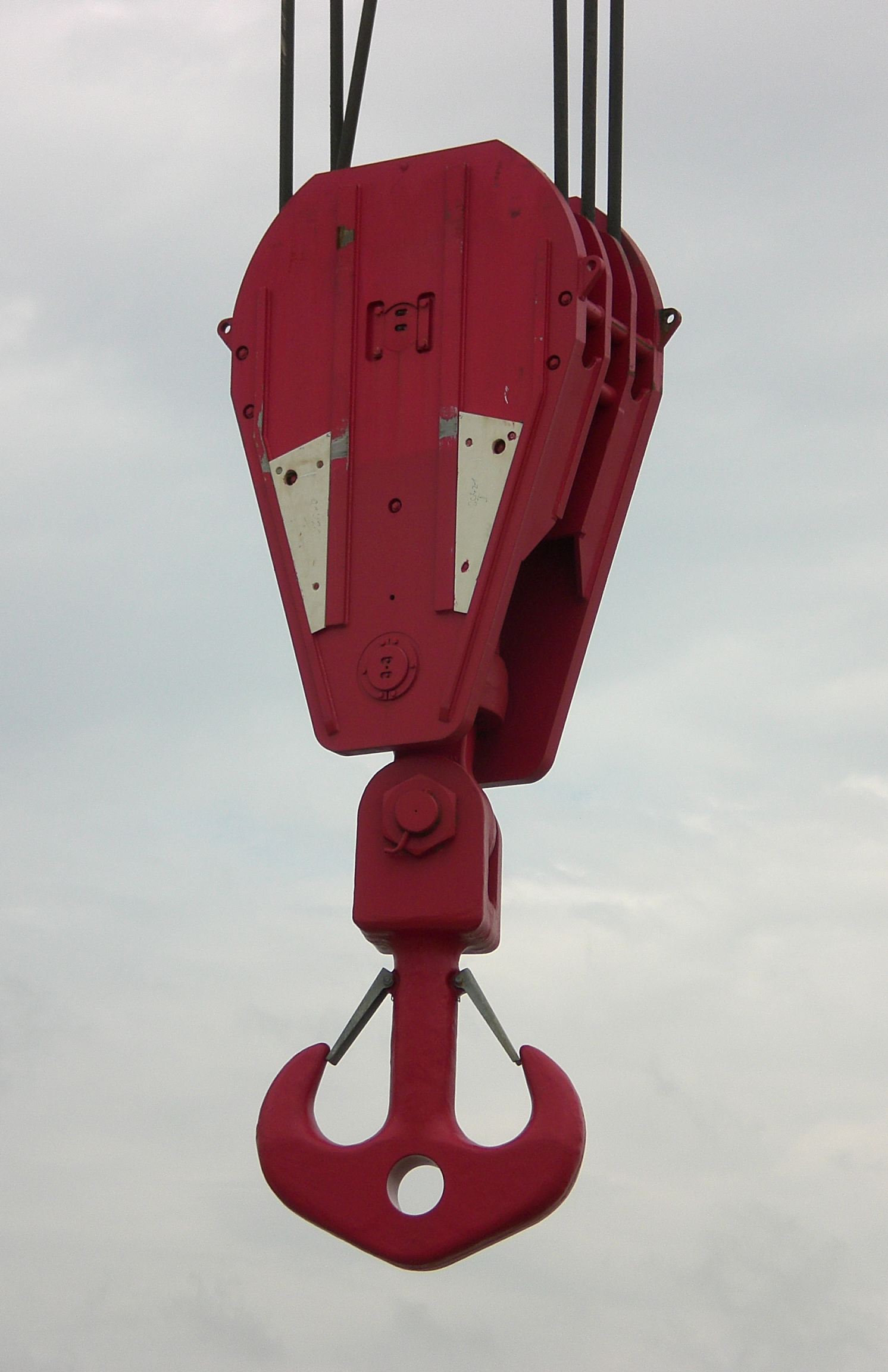
Haken eines NMF-700-t-Schiffskranes (Bauhöhe: 5,16 m)

- Stülckengeschirr o. ä. siehe Schwergutgeschirr-Artikel

Moderne Schwergutschiffe sind meistens mit Turmdrehkränen ausgerüstet. Daneben gibt es noch Mastkräne, die insbesondere bei den großen Kränen zum Einsatz kommen, insbesondere die niederländischen Reedereien setzen auf diese. Des Weiteren fahren weltweit noch viele ältere Schiffe mit konventionellem Geschirr.
Die Mastkräne haben insbesondere im Offshore-Bereich Vorzüge. So ist man in der Lage, Winden und Kompensatoren im Laderaum aufzubauen und den Runner durch ein Loch in der Kransäule in den Kran zu führen. Das ist bei Turmdrehkränen nicht möglich, da sich deren Winden oberhalb des Drehkranzes im Kranhaus befinden. Die Kompensatoren und den längeren Runner braucht man bei Installationen, die im Wasser erfolgen sollen. Normalerweise kann man den Haken nur bis zur Tankdecke fieren, dann ist der Runner zu Ende.

### Turmdrehkräne
Turmdrehkräne werden momentan bis zu einer Hebefähigkeit von 1000 t gebaut. Die größten Schwergutschiffe mit Turmdrehkränen sind momentan die Schiffe des Schiffahrtskontor Altes Land (SAL). Die zwei Schwesterschiffe vom Typ 183 wurden von der Werft J. J. Sietas gebaut (Svenja wurde im Dezember 2010 abgeliefert, Lone im März 2011). Diese Schiffe verfügen über zwei NMF-Kräne mit einer Tragfähigkeit von jeweils 1000 t SWL (2000 t SWL im Tandem).

### Mastkräne
Jumbo Shipping und Biglift Shipping setzen auf Mastkräne von Huisman. Diese Kräne unterscheiden sich von den Turmdrehkränen insofern, als sie einen feststehenden Mast haben, um den ein Drehkranz verläuft, der den Ausleger trägt. Die größten Kräne dieser Gattung mit einem SWL von 1500 t sind momentan an Bord der K3000 Klasse von Jumbo Shipping installiert.
Diese Kräne zeichnen sich durch einen niedrigen Schwerpunkt aus (die Winden stehen unter dem Mast) sowie durch die hohe Auslage. Das verdeutlicht folgender Vergleich:
| Huisman 900-t-Kran - 900 t 6,5–25 m SWL - 800 t 28 m SWL - 570 t 35 m SWL | NMF 1000-t-Kran - 1000 t, 16 m SWL - 800 t, 25 m SWL - 500 t, 38 m SWL |

### Hilfshübe
Je größer die Kräne werden, umso langsamer wird der Haupthub. Darunter leidet die Umschlagsgeschwindigkeit. Um dem entgegenzuwirken, installiert man an der Spitze der Ausleger noch einen weitaus kleineren Hub, Hilfshub genannt. Dessen Tragfähigkeit bewegt sich zwischen 5 und 60 t, Standard sind 40 t. Dieser Hilfshub ist deutlich schneller als der Haupthub und wird zum Umschlag von leichten Ladungsstücken benutzt.
Große Schwergutkräne sind meist mit mehreren Hilfshüben ausgerüstet. Meist einem normalen 40- bis 60-t-Hilfshub an der Auslegerspitze zum Umschlag von leichter Ladung. Möglichst dicht am Haupthub wird ein zweiter, sehr viel kleinerer Hilfshub installiert. Er hat nur eine Hebefähigkeit von wenigen Tonnen und wird für das Händeln der Grommets benutzt. Die Huisman-Kräne und die 700-t-Kräne von NMF haben zusätzlich noch einen Trolley, der an der Außenseite des Auslegers entlangläuft. Er wird ebenfalls zum Umschlag von leichter Ladung benutzt und hat den Vorteil, dass der Ausleger nicht bei jedem move auf- und abgetoppt werden muss.
Normalerweise werden Hilfshübe bei Kränen ab 250 t installiert, vereinzelt auch bei Kränen mit 150 t.

### Kranhersteller

#### Turmdrehkräne
- TTS-NMF
- Liebherr
- MacGregor

#### Mastkräne
- Huisman Itrec
- Liebherr

## Moderne Schwergutschiffe

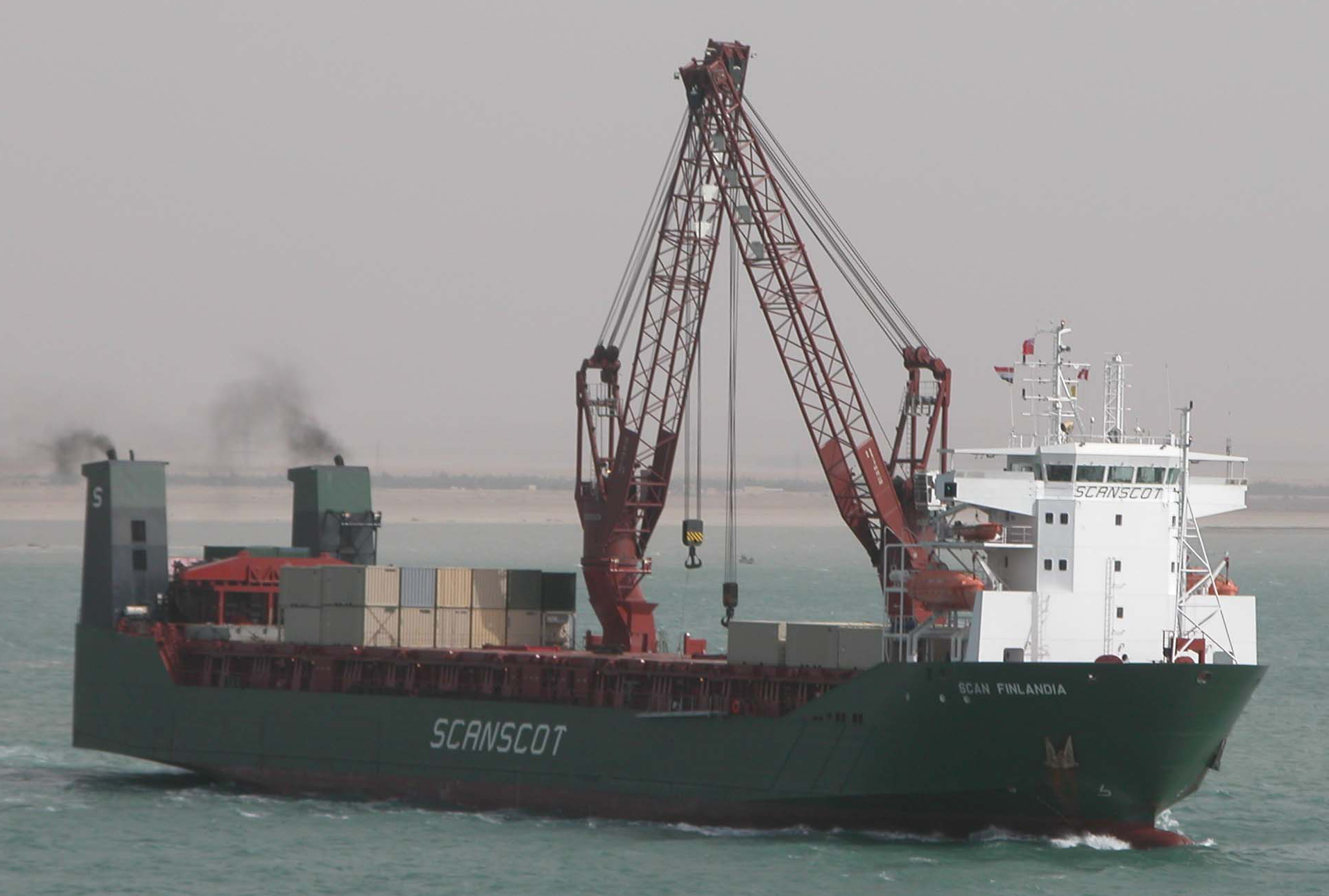
MPP-Schwergutschiff Scan Finnlandia mit zwei Liebherr-Kranen (je 150 t SWL)

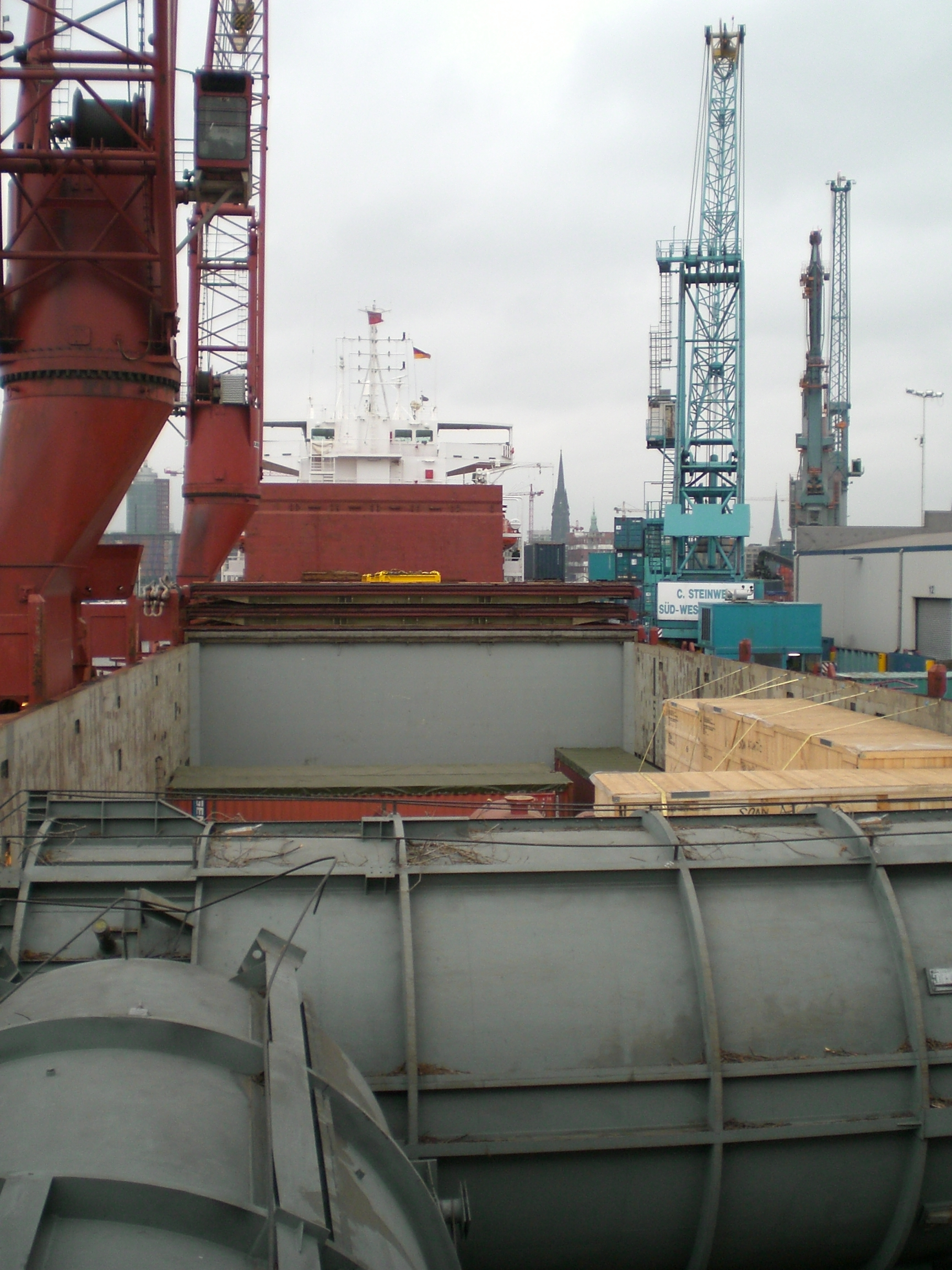
MPP-Schwergutschiff mit zwei Kranen (je 150 t SWL)

### Bis 500t Hebekapazität
In diesem Bereich findet der Übergang vom MPP-(Multipurpose)-Schiff zum Schwergutschiff statt. Er wird von Schiffen dominiert, die als Mehrzweckschiffe konstruiert sind. Das heißt, sie sind nicht speziell für den Transport von Schwergut entwickelt worden. Sie sind für den Transport aller möglichen trockenen Güter geeignet. Sie haben einen Boxshaped-Laderaum, ein höhenverstellbares Zwischendeck, ein verstärktes Tanktop und Kräne ab 60 t. Zahlen- und Tonnagemäßig sind in diesem Bereich die meisten Schiffe mit Schwergutgeschirr zu finden.
Das SWL der Kräne verläuft in Sprüngen: 60 t, 80 t, 100 t, 120 t, 150 t, 200 t und 250 t. Kräne mit dazwischen liegenden Kapazitäten werden zwar auch gebaut, sie sind aber eher die Ausnahme.
Die Größe dieser Schiffe reicht von sehr kleinen Schiffen von nur wenigen tausend tdw bis meist um die 15.000 tdw. Die größeren Schiffe haben drei Kräne. Wobei bei den größeren Einheiten meist zwei Kräne mit einem höheren SWL ausgelegt sind als die anderen. Diese großen MPP-Schiffe sind mehr für den Transport von Breakbulk, Bulk, Containern und Stückgut ausgelegt.
Während ein Großteil der Schiffe Kräne in dem Bereich von 60 t bis 150 t haben, hat die Anzahl von Schiffen mit Kränen um die 250 t in den letzten Jahren stark zugenommen. Mit zunehmender Krankapazität nimmt auch die Spezialisierung der Schiffe zu. So wird zunehmend mehr Wert auf die Fähigkeit gelegt, Schwergut zu laden und zu stauen. Dieses geht dann auf Kosten anderer Fähigkeiten. So wird die Tragfähigkeit reduziert, da mehr Stahl verarbeitet werden muss, und evtl. Festballast vonnöten ist. Auch setzt bei diesen Schiffen die Wanderung der Aufbauten von achtern nach vorn ein.

#### Schiffstypen dieser Kategorie

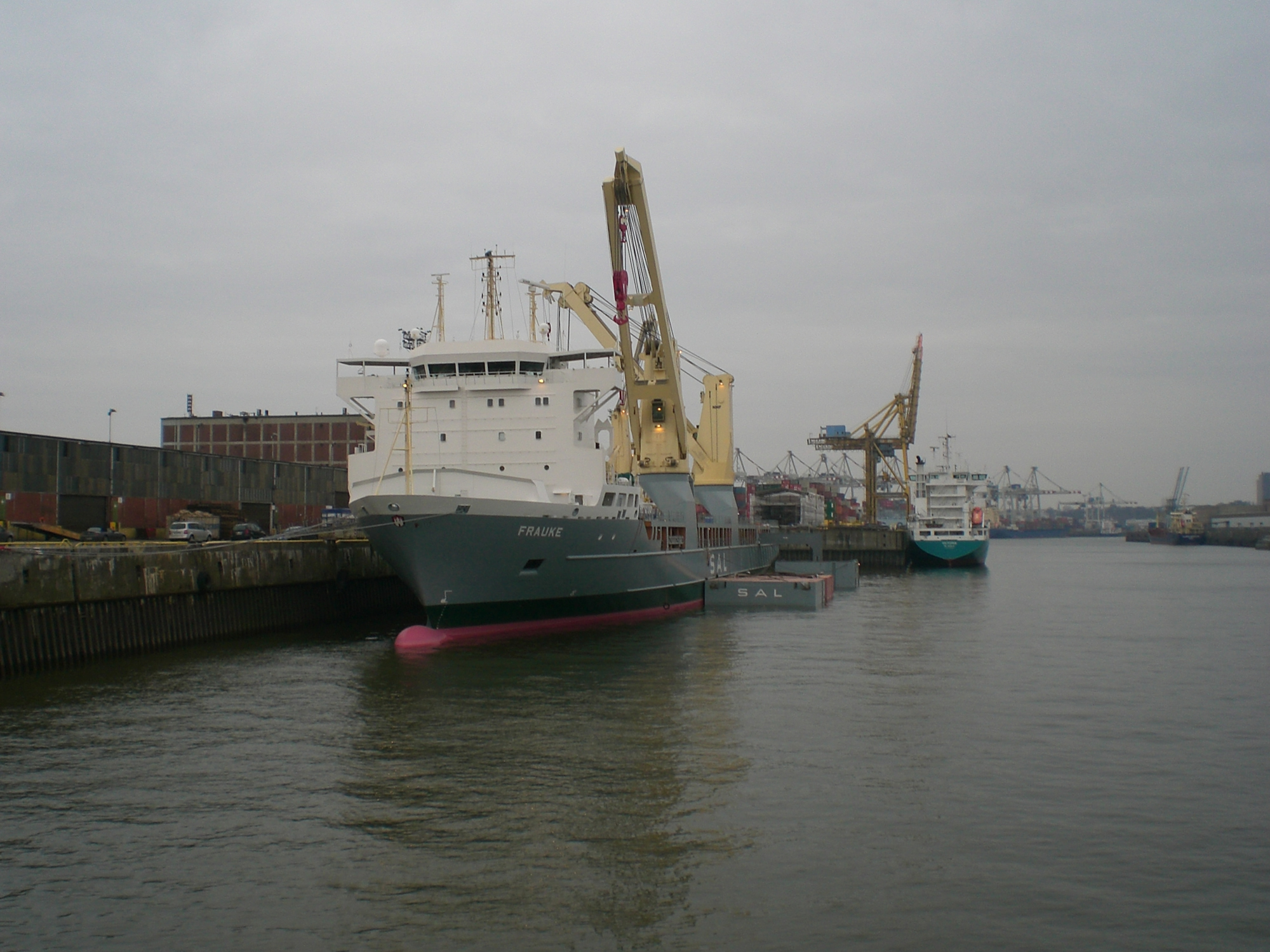
Die Frauke im Hamburger Hafen (2 × 700 t + 1 × 350 t SWL)

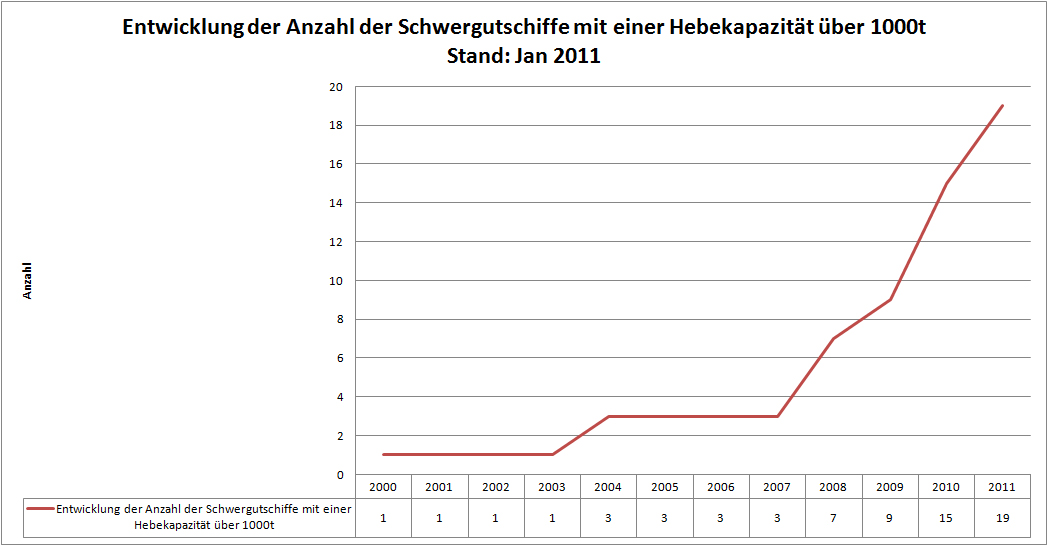
Entwicklung der Schwergutflotte mit einer Hebefähigkeit von über 1000 t SWL

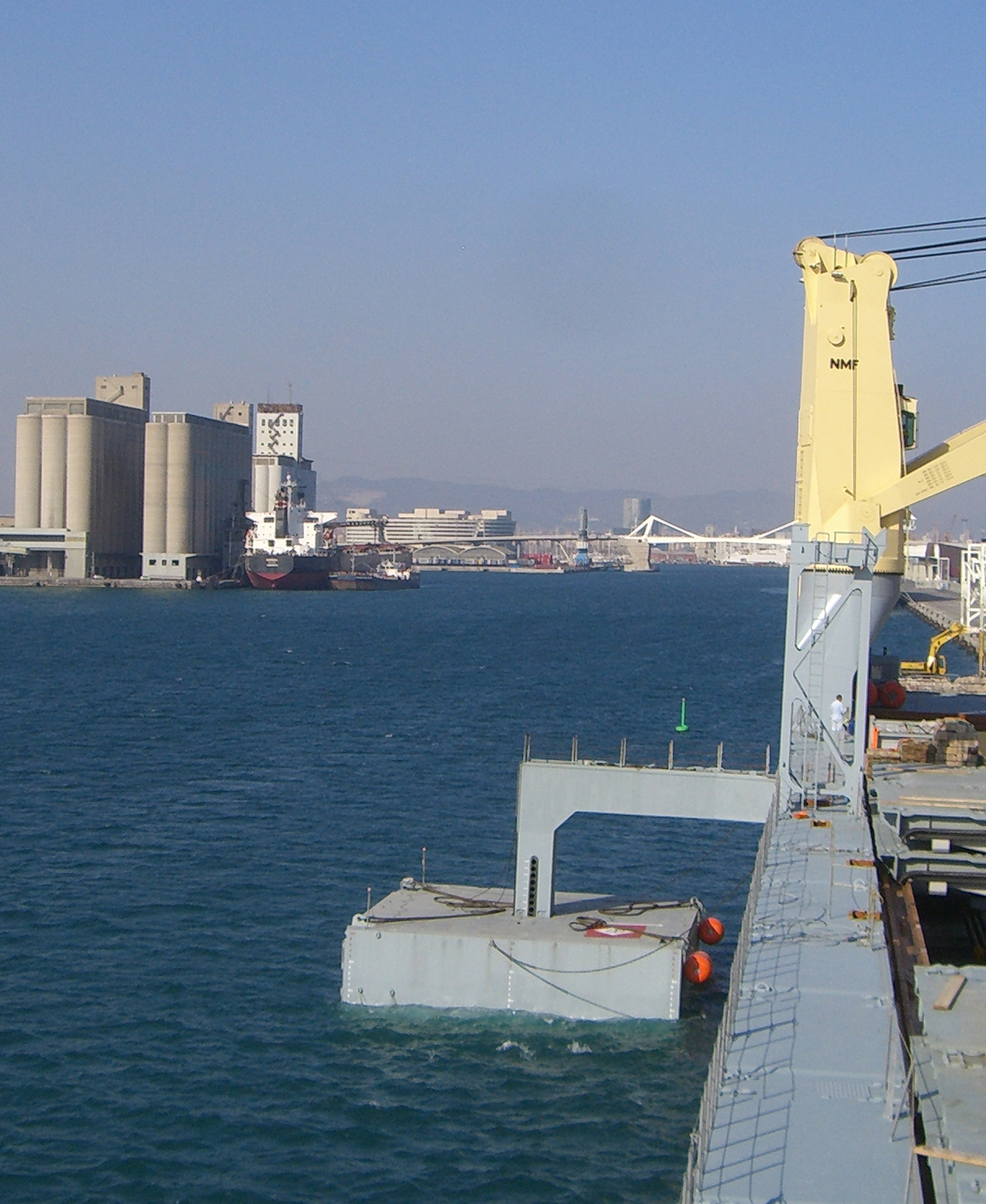
Anwendung eines Stabilitätspontons zur Vergrößerung der Stabilität des Schiffes bei Schwergutoperationen

- Scan-Polaris-Klasse
- Sietas Typ 132
- Beluga R-Serie
- BBC-Campana-Klasse
- BBC-Europe-Klasse
- BBC-Congo-Klasse
- Century 8000

### Bis 1000t Hebekapazität
Diesen Bereich dominierten bisher Schiffe mit Kränen mit einer Hebefähigkeit von um die 350 t. Mittlerweile geht der Trend aber deutlich zu Kränen um die 450 t. Zwischen diesen und den 250-t-Kränen findet sich recht wenig.
Während DDG Hansa schon Ende der 1970er Jahre mit der Trifels ein Schiff besaß, dessen zwei Stülckenbäume jeweils 320 t hoben, blieb dieser Bereich nach der Pleite von DDG Hansa den Niederländern vorbehalten. Erst im Jahre 2000 stellte mit SAL erstmals wieder eine deutsche Reederei Schiffe mit einer Hebekapazität von 640 t in Dienst. Die niederländischen Reedereien Jumbo und Biglift (damals Mammoet) bauten schon in den 1980er Jahren Schiffe, die 1000 t heben konnten.
Die Schiffe in diesem Bereich zeichnen sich durch eine immer weitere Spezialisierung aus. So werden die Schiffe zunehmend mit den vorn liegenden Aufbauten gebaut. Das hat den Vorteil uneingeschränkter Sicht, was das Transportieren auch besonders hoher Decksladung ermöglicht. Auch schützen die Aufbauten so die Ladung vor Seeschlag. Ein weiterer Vorteil ist die große Decksfläche, die sich hinter den Aufbauten ergibt. Da die Ladung oftmals zu hoch oder zu breit für den Laderaum ist, ist bei Schwergutschiffen ein großes Wetterdeck ein wichtiges Kriterium. Auch sind die Decks (Tanktop, Zwischendeck und Wetterdeck) besonders verstärkt.
Für den Komfort der Besatzung indes sind vorne liegende Deckshäuser von Nachteil, da Stampfbewegungen und Stöße im Seegang sehr viel stärker zu spüren sind als im Falle der Anordnung hinten. Problematisch sind die Entwürfe ebenfalls hinsichtlich besonders großer einzelner Wellen (Monsterwellen).
Für die nötige Stabilität beim Laden und Löschen von Schwergut wird bei diesen Schiffen vermehrt ein Ponton eingesetzt. Dieses findet nicht bei allen Schiffen Anwendung und wird teilweise auch schon bei Schiffen mit weniger Hebefähigkeit eingesetzt.
Dieser Bereich verzeichnete in den letzten Jahren eine enorme Bautätigkeit (siehe Diagramm).

#### Schiffstypen dieser Kategorie
- Sietas Typ 161
- Scan Britania Typ
- RollDock-S-Klasse
- BBC-Everest-Klasse
- BBC-Amber-Klasse
- UHL F900 Ecolifter

### Über 1000t Hebekapazität & Offshore

#### Heavylift
Nach der Indienststellung des ersten Schwergutschiffes 1984 mit einer Hebekapazität über 1000 t, der Happy Buccaneer (Biglift) mit zwei Mastkränen à 550 t, tat sich auf diesem Gebiet für zwanzig Jahre nichts. Erst mit Indienststellung der ebenfalls mit Mastkränen ausgestatteten Jumbo Javelin (Jumbo) im Jahre 2004 mit zwei Mastkränen à 900 t fand eine Weiterentwicklung statt.

#### Offshore
In der letzten Zeit geht der Trend der Schwergutschifffahrt in Richtung Offshore. Das Unternehmen Jumbo Shipping hat zwei Schiffe, die in der Lage sind, mithilfe ihrer Kräne und unter Zuhilfenahme von Dynamic Positioning Offshore-Installationen im Öl- und Gas-Sektor vorzunehmen. Mit dem gleichen Schiff, das die Einheiten lädt und verschifft, werden diese dann auch installiert. Bisher wurden diese Aufgaben verteilt. Ein Schwimmkran hebt die Einheiten auf ein Ponton, dieses schleppt ein Schlepper zu einem Spezialschiff, von dem aus diese dann installiert werden.
Die beiden für das Ausführen von Tiefwasserinstallationen ausgerüsteten Schiffe von Jumbo Shipping (Jumbo Javelin und Fairplayer) sind in der Lage, Installationen in folgenden Wassertiefen durchzuführen:
- 1000 t bis 900 m Wassertiefe[1]
- 660 t bis 1500 m
- 280 t bis 2000 m
- 200 t bis 3000 m

Diese Wassertiefen werden durch externe Windensysteme erreicht, die nicht in der Kransäule selbst, sondern im Laderaum untergebracht werden. Bei Bedarf können diese auch mit einem Kompensator ausgestattet werden, der die vertikalen Bewegungen des Schiffes ausgleicht.
Die Blue Giant ex Combidock I ist das bisher am weitesten für Offshore ausgelegte bzw. modifizierte Schwergutschiff. Es fährt allerdings nicht im freien Markt, sondern ist an eine mexikanische Ölfirma verchartert. Noch vor Indienststellung wurden auf der Bauwerft umfangreiche Umbauten durchgeführt. So erhielt das Schiff einen Moonpool, die Kransäule von Kran Nr. 2 wurde erhöht, eine Hubschrauberlandeplattform wurde vor den Aufbauten über der Back installiert, für die zusätzlichen Wohncontainer wurden Versorgungsanschlüsse hinter den Aufbauten montiert. Es wurde auch DP 2 installiert. Da dies bei der Planung des Schiffes nicht vorgesehen war, mussten an Deck Power Packs aufgestellt werden, die die Stromversorgung der zusätzlichen Querstrahlruder übernehmen.

#### Schwergutschiffe mit einer Hebekapazität von mehr als 1000t SWL
| Baujahr   | Typschiff       | Anzahl | Länge in m | Breite in m | max. Tiefgang in m | Geschirr (absteigend)        | Kranhersteller | tdw    | Bauwerft                 | Reederei              | Status       |
| --------- | --------------- | ------ | ---------- | ----------- | ------------------ | ---------------------------- | -------------- | ------ | ------------------------ | --------------------- | ------------ |
| 2015      | Jumbo Kinetic   | 2      | 152,6      | 27,4        | 8,1                | 2 × 1500 t; in Tandem 3000 t | Huisman Itrec  | 14.000 | Brodosplit / CR          | Jumbo Shipping / NL   | in Fahrt     |
| 2010–11   | Svenja. Typ 183 | 2      | 159,8      | 27,5        | ??                 | 2 × 1000 t; in Tandem 2000 t | NMF            | 15.200 | J. J. Sietas / DE        | SAL / DE              | in Fahrt     |
| 2004–09   | Jumbo Javelin   | 4      | 144,21     | 26,7        | 8,1                | 2 × 900 t; in Tandem 1800 t  | Huisman Itrec  | 12.922 | Damen Shipyards, Galati  | Jumbo Shipping / NL   | in Fahrt     |
| 2013–2018 | Happy Sky       | 3      | 154,8      | 26,5        | 9,5                | 2 × 900 t; in Tandem 1800 t  | Huisman Itrec  | 18.680 | Ouhua Shipyard, China    | Biglift Shipping / NL | in Fahrt/Bau |
| 1984      | Happy Buccaneer | 1      | 145,89     | 28,3        | 8,24               | 2 × 700 t; in Tandem 1400 t  | Huisman Itrec  | 13.740 | Hitachi Zosen, Innoshima | Biglift Shipping / NL | in Fahrt     |
| 2008–09   | Frauke Typ 176  | 4      | 159,8      | 24,3        | 9,1                | 2 × 700 t; in Tandem 1400 t  | NMF            | 11.941 | J. J. Sietas / DE        | SAL / DE              | in Fahrt     |
| 2010–13   | Beluga Bremen   | 6      | 168,65     | 25,2        | 9,5                | 2 × 700 t; in Tandem 1400 t  | NMF            | 19.400 | Hudong Shipyard / China  | Hansa Heavy Lift / DE | in Fahrt     |

Stand: August 2016

#### Schwergutschiffe mitDynamic Positioning(DP)
| Baujahr | Name                      | Anzahl | Länge in m | Breite in m | max. Tiefgang in m | Geschirr (absteigend)*             | Kranhersteller | tdw    | Bauwerft                 | Reederei            | Status   | DP                     |
| ------- | ------------------------- | ------ | ---------- | ----------- | ------------------ | ---------------------------------- | -------------- | ------ | ------------------------ | ------------------- | -------- | ---------------------- |
| 2010–11 | Svenja, Lone              | 2      | 159,8      | 27,5        | ??                 | 2 × 1000 t normal, Offshore ???? t | NMF            | 15.200 | J. J. Sietas / DE        | SAL / DE            | in Fahrt | Svenja DP 1, Lone DP 2 |
| 2004–08 | Jumbo Javelin, Fairplayer | 2      | 144,21     | 26,7        | 8,1                | 2 × 900 t normal, Offshore 1000 t  | Huisman Itrec  | 12.922 | Damen Shipyards, Galati  | Jumbo Shipping / NL | in Fahrt | DP 2                   |
| 2010    | OIG Giant II              | 1      | 179,06     | 25,4        | 6,6                | 2 × 350 t normal, Offshore ??? t   | Liebherr       | 11.000 | Lloyd Werft, Bremerhaven | OIG / NOR           | in Fahrt | DP 2                   |
| 2008    | Blue Giant                | 1      | 180,0      | 25,4        | 5,6                | 2 × 350 t normal, Offshore ??? t   | Liebherr       | 11.000 | Lloyd Werft, Bremerhaven | OIG / NOR           | in Fahrt | DP 2                   |
| 1986    | OIG Mini Monster          | 1      | 104,0      | 24,5        | 4,9                | 2 × 200 t normal, Offshore 300 t   | Huisman Itrec  | 6.000  | ???                      | OIG / NOR           | in Fahrt | DP 2                   |

Stand: August 2016
- „Normal“ bedeutet, das Schiff arbeitet „inshore“, das heißt in geschützten Gewässern wie im Hafen, auf Reede o. ä., „Offshore“ bedeutet, dass das Schiff auf offener See Schwergutoperationen durchführt. In dem Fall gelten aus Stabilitäts- und Festigkeitsgründen andere SWLs. Als Offshore ist immer die größtmögliche Hebefähigkeit mit beiden Kränen angegeben.

## Linienfrachter mit Schwergutgeschirr

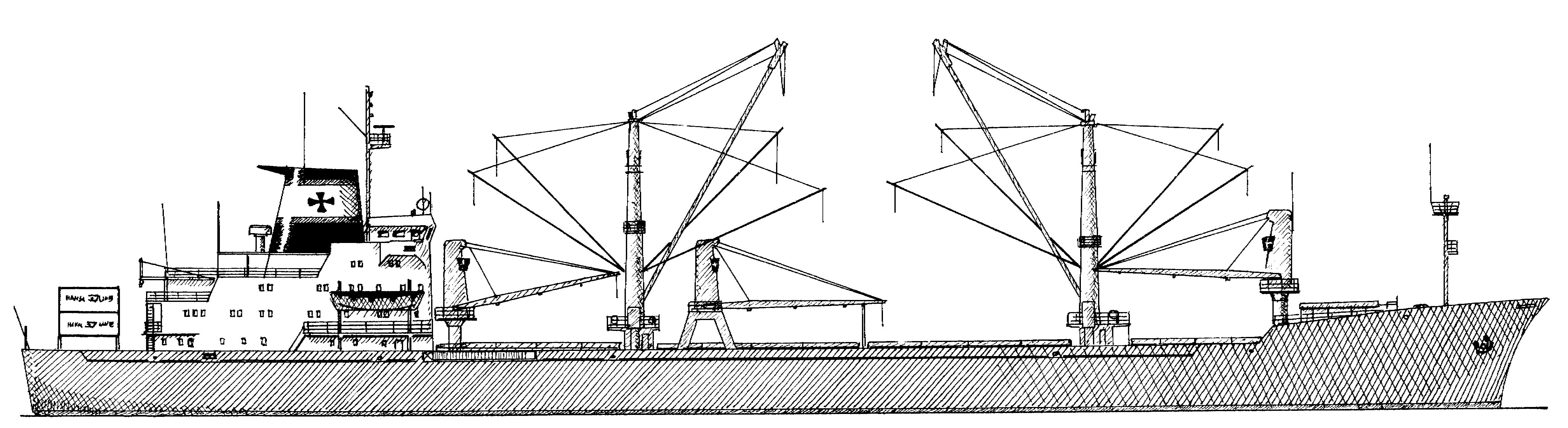
Konventioneller Stückgut-Linienfrachter mit zwei Stülcken-Schwergutbäumen

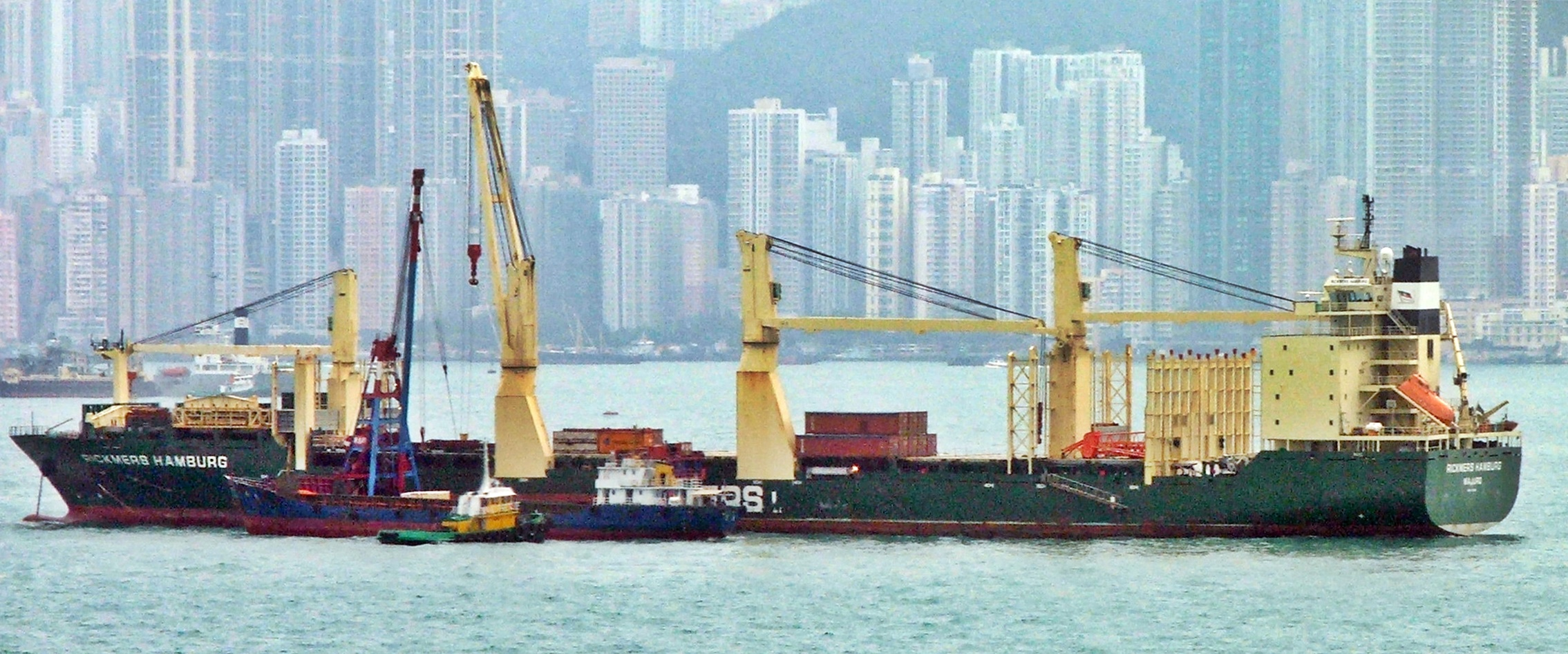
Moderner MPP-Linienfrachter vom Typ Superflex Heavy MPC mit vier Schwergutkranen

Neben Schiffen, die speziell für die Schwergutfahrt gebaut wurden, gibt es auch MPP-Linienfrachter, die mit Schwergutgeschirr ausgerüstet sind. Diese Schiffe haben meist eine Größe um die 30.000 tdw. Im Unterschied zu den reinen Schwergutfrachtern haben sie mehrere Laderäume und sind nicht speziell für den Transport für Schwergut ausgelegt. Sie sind eher für den Transport von Breakbulk, Stückgut, Massenschüttgut, Projektladung und Containern ausgelegt und befördern Schwergut sozusagen nur nebenbei. Sie werden meist in der Linienfahrt eingesetzt und weniger in Trampfahrt. Diese Linienfahrt ist aber meistens flexibler als in der Containerfahrt. So werden, insofern genug Ladung vorhanden, auch weitere Häfen angelaufen, die nicht ursprünglich vorgesehen waren. Diese Schiffe haben meist vier Kräne, davon zwei Schwergutkräne und zwei weitere, die sich im Bereich von 40–80 t SWL bewegen.
Ein Grund, wieso diese Schiffe oft ein leistungsfähiges Schwergutgeschirr erhalten, liegt in ihrer Größe. Sie können von der Stabilität her die großen Kräne sehr gut verkraften. Je größer die Kräne werden, umso schwerer wird auch der ganze Kran. Das wirkt sich insbesondere bei dem Ausleger aus. Da dieser beim Ladungsumschlag bewegt wird, krängen sich kleine Schiffe bei schweren Auslegern relativ stark. Das beeinträchtigt die Geschwindigkeit des Ladungsumschlags. Bei großen Schiffen wirkt sich das nicht wirklich aus.

### Schiffstypen dieser Kategorie (Beispiele)
- Superflex Heavy MPC (Reederei Rickmers)
- Superflex Mumbai Max (Reederei Rickmers)
- Kuwana Type (NYK Hinode)
- „A“ Class (Austral Asia Line)
- „S“ Class (Austral Asia Line)

### Reedereien bzw. Operators, die MPP-Liniendienste betreiben
- Rickmers Linie
- Chipolbrok
- COSCO
- BBC Chartering
- Austral Asia Line
- Flamar
- Intermarine
- Clipper
- Spliethoff
- Sloman Neptun
- MACS

## Dockschiffe (semi-submersible)

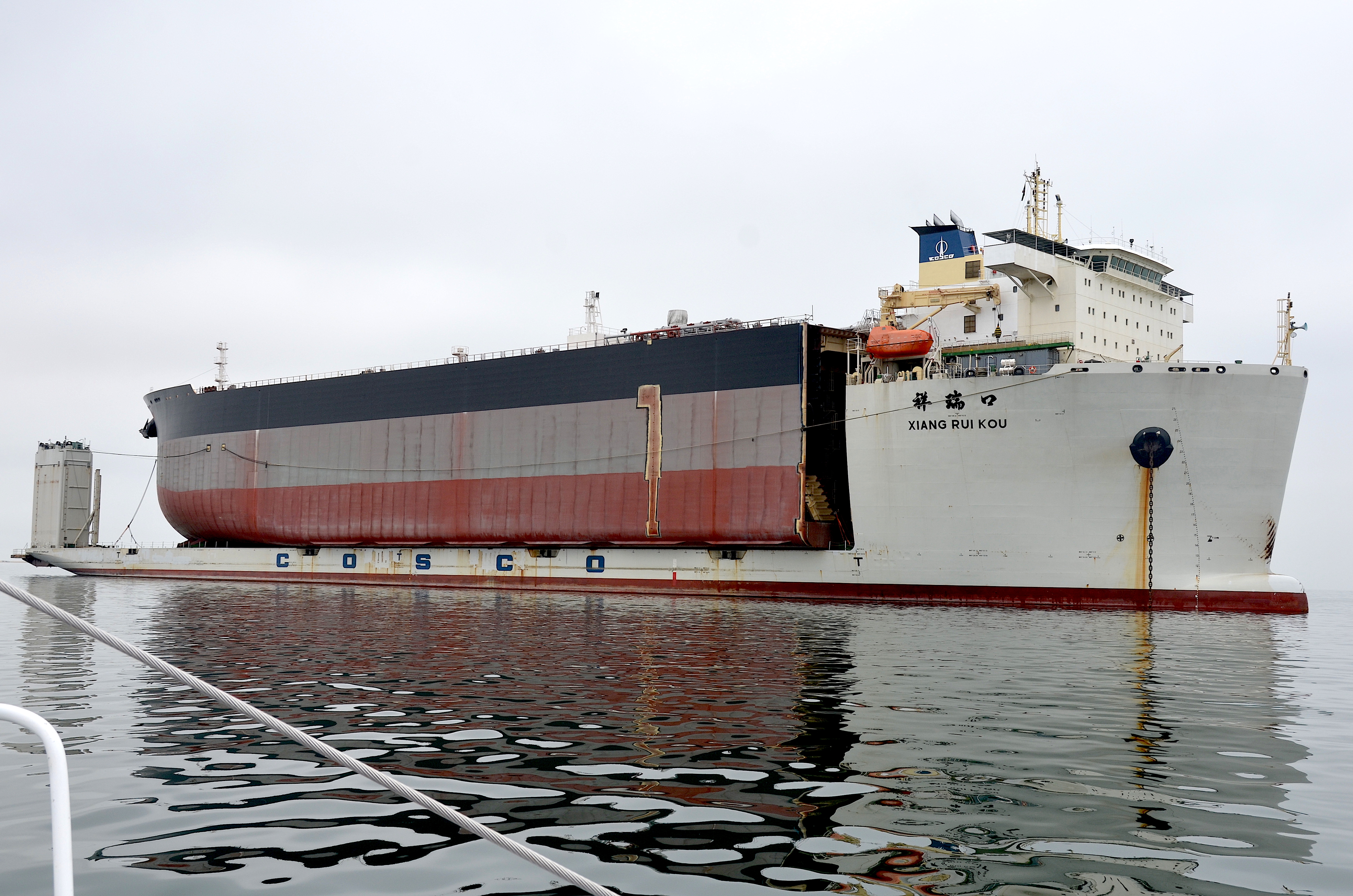
Absenkbares Schwergutschiff Xiang Rui Kou der Reederei COSCO mit Fracht

Absenkbare Schwergutschiffe sind Schiffe, die sich zum Aufnehmen von Ladung absenken können, so dass die Ladung dann in den Laderaum eingeschwommen werden kann. Man kann hier zwei Typen unterscheiden: zum einen Schiffe ohne Laderaum, die nur über eine große Decksfläche verfügen (z. B. Dockwise), zum anderen Schiffe, die über einen Laderaum verfügen (Condock, Combilift und Rolldock).

### Dockschiffe mit Laderaum

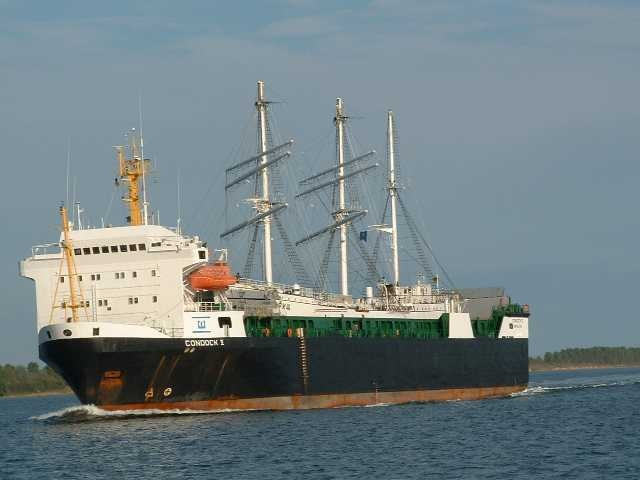
Das Dockschiff Condock V mit einem Segelschiff als Ladung

Diese Schiffe haben, wenn man von militärischen Schiffen absieht, ihren Ursprung in den Bargecarriern (Baco-Liner). Da sich dieses Konzept allerdings nicht durchsetzen konnte, wurden die als Zubringer für die großen Bargecarrier konzipierten Condock-Schiffe bald als Schwergutschiffe für besonders schwere rollende bzw. schwimmende Ladung eingesetzt.
Die Flotte von Dockschiffen ist sehr überschaubar. Momentan befinden sich sechs Schiffe in Fahrt, wovon zwei in einem Alter sind, das ihre Verschrottung in den nächsten Jahren wahrscheinlich werden lässt. Die Neubautätigkeit in diesem Sektor ist ebenfalls recht überschaubar, obwohl sich, relativ zur fahrenden Flotte, viele Schiffe in Bau befinden (zwei Schiffe in Bau, Stand: Mai 2013).
Jahrelang wurden keine Dockschiffe mehr gebaut, bis Anfang 2008 das erste Dockschiff für Combilift von der Lloyd Werft abgeliefert wurde.

#### Technische Kurzbeschreibung

##### Condock-Schiffe
Da Schiffe, die für Condock gebaut wurden, unterscheiden sich zum Teil sehr. Weitere Informationen unter „Condock“.

##### Combidock-Typ
Die Combi Dock I und ihre drei Schwestern, die bis Ende 2010 abgeliefert wurden, sind in der Lage, schwimmende Ladung mit einem Tiefgang von max. 4,5 m und einer Breite von maximal 18 m aufzunehmen. Da diese Schiffe mit offener Heckrampe und offener Luke fahren dürfen, können sie auch Ladung transportieren, die in ihrer Länge und Höhe die Maße des Laderaumes, der 132 m × 18 m × 9,4 m groß ist, überschreitet. Die Heckrampe ist 12 m lang über kann mit 700 t belastet werden. Des Weiteren verfügen die Schiffe über drei Liebherr-Kräne mit einer Tragfähigkeit von 2 × 350 t (700 t SWL im Tandem) und 1 × 200 t SWL. Die Schiffe sind vorbereitet für DP 1 (dynamic positioning). Bei Combi Dock I wurde DP 2 nachgerüstet.

##### RollDock-Schiffe
Die Heckrampe dieser Schiffe, die 19 m × 9,5 m groß und mit 1600 t belastbar ist, ist verstellbar, was es erlaubt, maximal 4000 Tonnen schwere RoRo-Ladung an Bord zu nehmen. Im Gegensatz zu den Combidockschiffen kann diese Rampe vertikal in sechs verschiedene Positionen gebracht werden. Diese Schiffe können ebenfalls mit offenen Luken und offener Rampe fahren. Der Laderaum ist 116,2 m × 19,0 m × 8,1 m groß, der maximale Tiefgang für schwimmende Ladung beträgt 6 m, die maximale Breite 19 m. Diese Schiffe sind ebenfalls mit zwei 350-t-SWL-Kränen von Liebherr ausgerüstet.

#### Flotte
Insgesamt befinden sich zehn Dockschiffe bei zwei Reedereien in Fahrt. Im Bau befinden sich im Moment keine mehr (Stand: Februar 2014).

##### Harren & Partner
Harren & Partner ist bis jetzt der größte Eigner von Dockschiffen. Dieser Reederei gehören insgesamt sieben Dockschiffe, die sich wie folgt aufteilen:
- Zu der Tochter Condock gehören drei, in den 1980er Jahren gebaute, Dockschiffe. Diese Schiffe sind am Ende ihrer Einsatzspanne. Von den ehemals vier Schiffen ist schon eins abgewrackt worden, das letzte Ende 2010. Das dritte Condock-Schiff, die Condock II, ist ein erst im Jahr 2008 angekauftes Schiff, das aber ebenfalls in den 1980er Jahren gebaut wurde.
- Des Weiteren gehören H&P vier weitere Dockschiffe, die sogenannten Combidock-Schiffe. Diese wurden 2008–2010 auf der Lloyd-Werft in Bremerhaven gebaut und sind alle an Combilift verchartert. Combidock I wurde noch in der Bauwerft für den Einsatz im Offshore-Bereich umgebaut und fährt für eine Mexikanische Ölgesellschaft.

##### RollDock
RollDock hatte ursprünglich sechs Schiffe ihrer S-Klasse in Indien bestellt, von denen allerdings nur zwei mit starker Verzögerung abgeliefert wurden. RollDock stornierte die anderen vier und bestellte stattdessen zwei in Deutschland bei der FSG-Werft.

### Dockschiffe ohne Laderaum
Siehe Dockwise-Artikel

## Schwergutübernahme

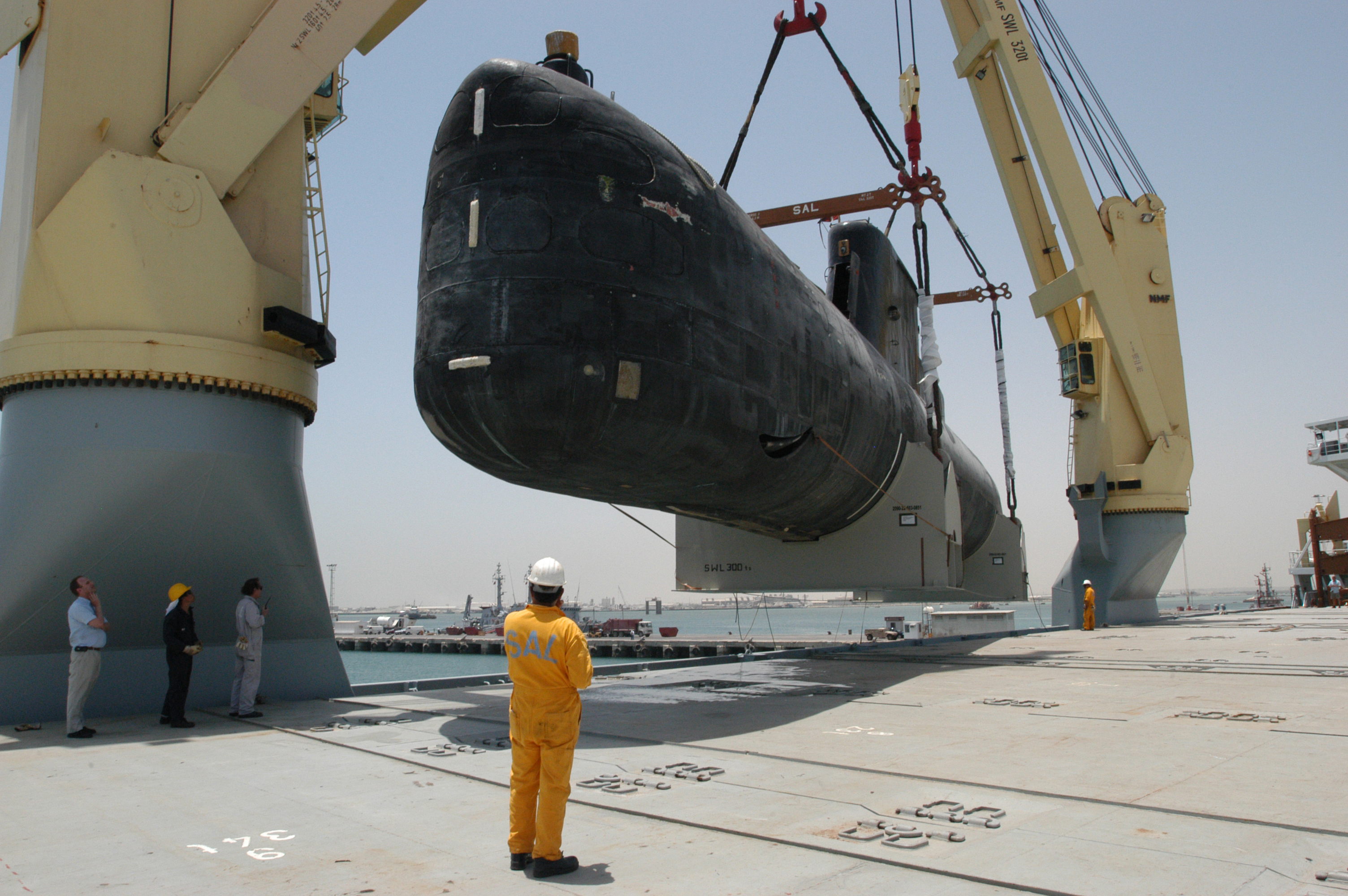
Übernahme eines U-Bootes durch Gretje, die über eine Hebekapazität von 640 t SWL verfügt

Bevor das Schwergutstück geladen werden kann, muss erst einmal das dafür benötigte Anschlaggeschirr zusammengestellt werden. Da es dort die unterschiedlichsten Möglichkeiten gibt, sei beispielhaft nur auf Anschlaggeschirr auf dem nebenstehenden Bild eingegangen. Das Geschirr dort besteht aus Grummets, Schäkeln und einem „Knochen“. Ein Knochen wird als Spreize eingesetzt.
Aufbau:
Vom Haken zum Knochen werden Grummets verwendet, deren Längen so gewählt werden, dass der zulässige Winkel nicht überschritten wird, allerdings wiederum so kurz wie möglich, um Heiß-Höhe zu gewinnen. Umso kleiner der Winkel, desto geringer die Belastung für die Grummets. Das erforderliche SWL der Grummets ergibt sich aus dem Ladungsgewicht, dem Gewicht des Anschlagsgeschirr selbst und dem Winkel. Die Grummets werden mit Schäkeln mit dem Knochen verbunden. Die Auswahl der Schäkel richtet sich nach dem erforderlichen SWL, dem Durchmesser des Loches (schließlich muss der Bolzen vom Schäkel durchpassen) und der erforderlichen Maulöffnung. Unter dem Knochen werden wiederum Schäkel verwendet, um die Grummets, die mit der Ladung verbunden sind, oder wie in diesem Fall darunter durchgezogen sind, mit dem Knochen zu verbinden. Der Part des Anschlagsgeschirrs, das unter dem Knochen hängt, muss für jede unterschiedliche Ladung neu zusammengestellt werden. Hier wurden anscheinend zwei Grummets und drei Schäkel verwendet. An jeder Seite des Knochens wurde ein Grummet angeschlagen. Der eine länger, der andere kürzer. An dem kürzeren hat man einen Schäkel angeschlagen. Der längere wurde unter dem U-Boot hindurch gezogen und dann mit dem anderen durch den Schäkel verbunden.
Anheben:
Sobald die Ladung angeschlagen ist, werden die Kräne ausgerichtet. Sobald sie ausgerichtet worden sind, darf man nichts mehr an der Schlagseite des Schiffes ändern. Andernfalls wird sich die Ladung, sobald sie vom Boden freikommt, nicht nur nach oben, sondern auch zur Seite bewegen. Das Anheben selbst geschieht dadurch, dass man Gewicht innerhalb des Schiffes verschiebt. Das passiert hauptsächlich durch das Umpumpen entsprechender Wassermengen durch eine Heelinganlage oder Ballastsystem oder durch das Drehen eines anderen Kranes (selber Effekt, geht aber schneller).

## Markt

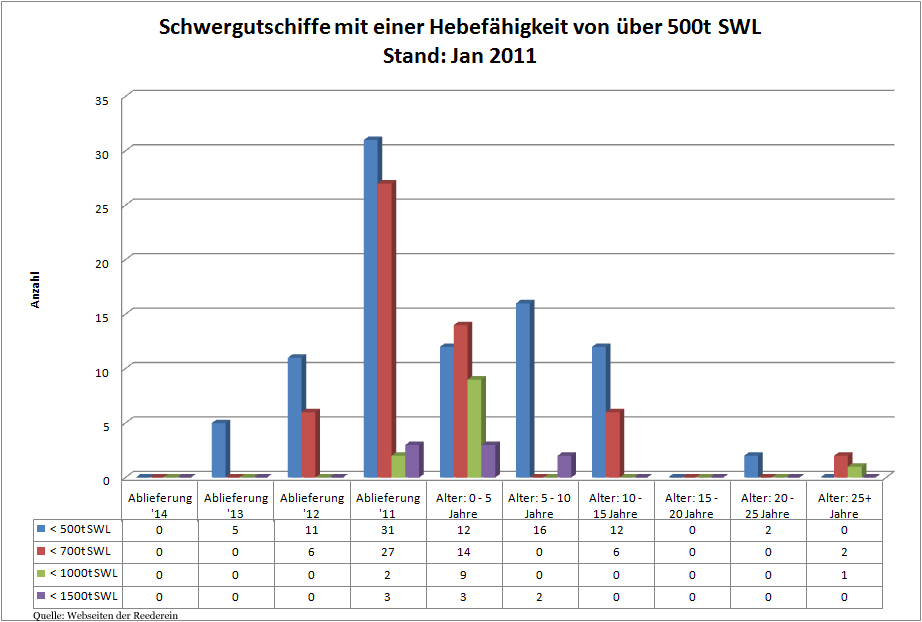
Globale Schwergutflotte Januar 2011

Im Gegensatz zu den Massenschifffahrtsmärkten (Container, Bulk und Tanker) gibt es über die Frachtabschlüsse im Projekt- und Schwergutmarkt so gut wie keine Veröffentlichungen und somit natürlich auch keinen Index, wie z. B. der Baltic Dry Index für Bulkcarrier. Somit ist es schwer nachzuvollziehen, wo die Frachtraten sich momentan befinden. Nur die allgemeine Situation wird in den Medien hin und wieder von Insidern beschrieben.
Traditionell leidet der Projekt- und Schwergutmarkt nicht unter solch starken Ausschlägen wie die anderen Märkte, da fast nur Investitionsgüter befördert werden, die an langfristige Projekte, wie z. B. ein Bau eines Kraftwerkes, gebunden sind. Daher fällt bei einem Einbruch der Wirtschaft, wie 2008 geschehen, der Markt nicht sofort ins Bodenlose, sondern bleibt relativ stabil. Durch den Vorlauf der Projekte, die bei wachsender Wirtschaft initiiert wurden, reagiert der Markt immer erst mit einem Nachlauf von ein bis zwei Jahren. Allerdings dauert es durch den Vorlauf solch großer Projekte auch einige Jahre nach dem Initiieren, bis die Ladung für diese Projekte auch tatsächlich abgefahren werden muss.
In vielen Studien, die diesen Nischenmarkt analysieren, ist die Rede von einer starken Überalterung der Flotte. Das ist nur bedingt richtig, da die Flotte sehr inhomogen ist. Es gibt innerhalb dieses Nischenmarktes wiederum viele kleine Nischen. So kann z. B. der Typ 183 von SAL alles bis 2000 t heben, während hingegen die im gleichen Jahr gebauten Schiffe der P1-Klasse von Beluga nur bis 800 t aktiv werden können. Nun gibt es noch andere Unterschiede zwischen diesen beiden Schiffen, aber es ist ersichtlich, dass die 183er alles heben können, was auch die P1-Schiffe heben können, aber die P1-Schiffe bei weitem nicht alles der 183er. Des Weiteren sind die Schiffe der Altersklasse 25+ nicht mehr im oberen Segment tätig, da sie schon längst über die Altersgrenze sind, die viele Firmen fordern. Ausnahme bilden hier Schiffe von Jumbo und Biglift. Die alten Schiffe unterscheiden sich stark von den moderneren, so haben sie oft noch keine offene Luke (das heißt, die Lukenöffnung reicht nicht über die gesamte Breite und Länge des Laderaumes), haben veraltetes Ladegeschirr und sind langsamer. Wie aus der nebenstehenden Tabelle zu ersehen ist, sind die meisten Schiffe, die 500 t oder mehr heben können, zehn Jahre oder jünger. Somit kann von einer Überalterung in diesen Sektor keine Rede sein. Anders wiederum sieht es bei Schiffen aus, die kleineres Geschirr haben und dem reinen MPP-Sektor zuzuordnen sind. Bei diesen Schiffe gibt es tatsächlich eine Überalterung.
Wenn von einem Wachstum von 7 % die Rede ist, dann ist leider nicht angegeben, in welchem Sektor. Bei Containerschiffen ist das einfach: ein TEU ist ein TEU. Der gleiche Container kann auf einem 200-TEU-Schiff oder einem 13.000-TEU-Schiff transportiert werden. Wenn man jetzt aber sagt, dass jährliche Transportaufkommen in der Schwergut und Projektfahrt wächst um 7 %, muss man auch sagen, was da genau zunimmt. Denn eine Zunahme von 300 t kann bedeuten, dass 300 Kisten à 1 t mehr verschifft werden oder z. B. ein Transformator mit 300 t. Nun können diese Kisten von jedem MPP-Schiff befördert werden, ob klein oder groß, ob 3-t-Baum oder 900-t-Kran, der Transformator kann aber bei weitem nicht mit jedem Schiff befördert werden.
Während der Markt also 2008 und auch noch 2009 stabil war, brach er 2010 ein. Das lag allerdings zum großen Teil am sehr starken Flottenwachstum. Während die Schwergutflotte seit Mitte der 1980er Jahre stagnierte, setzte nach der Jahrtausendwende ein Bauboom ein (siehe die Statistik hier rechts). So wird die Schwergutflotte, mit einem Geschirr über 500 t Hebefähigkeit, im Jahr 2011 voraussichtlich um fast 80 % wachsen.
Dieser Markteinbruch führte bisher zur Insolvenz zweier Schwergut-Reedereien: im Oktober 2010 SCANSCOT und im März 2011 Beluga. Die Umstände der Insolvenz von Beluga sind Gegenstand staatsanwaltlicher Ermittlungen.

### Unterschiede zu anderen Schifffahrtsmärkten

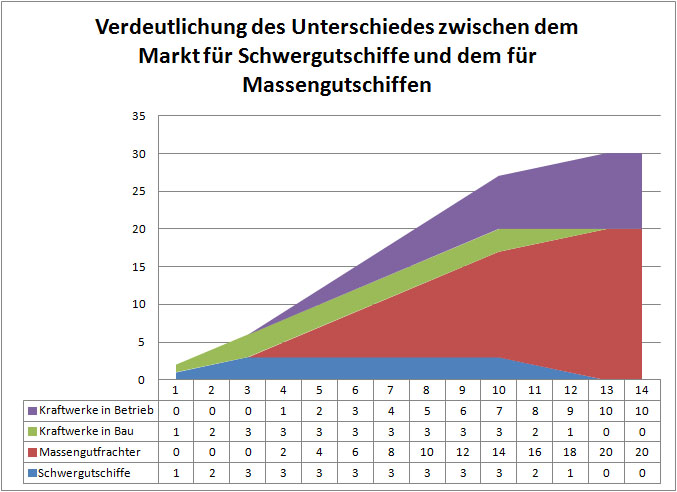
Markt für Schwergutschiffe versus Markt für Massengutschiffe

Der Markt für Schwergutschiffe unterscheidet sich insbesondere in Einem von den meisten anderen Märkten (Container, Massenschüttgut, Tanker usw.): Schwergutschiffe befördern keine Konsumgüter, sondern Investitionsgüter. Das nebenstehende Diagramm soll das verdeutlichen. Es ist nur zur Veranschaulichung gedacht und die Werte darin haben nichts mit der Realität zu tun. Annahme ist, dass es drei Jahre dauert, ein Kraftwerk zu errichten, und für den Transport der entsprechenden Teile ein Schwergutschiff benötigt wird. Sobald das Kraftwerk fertiggestellt ist, benötigt es zwei Bulkcarrier, um es mit Kohle zu versorgen. Bei den zehn Kraftwerken, die dort gebaut werden, heißt das, sobald erst einmal drei Kraftwerke in Bau sind, der Bedarf an Schwergutschiffen nicht mehr ansteigt, wohingegen der Bedarf an Bulkcarriern kontinuierlich zunimmt, bis er bei 20 Schiffen seinen Höhepunkt erreicht hat. Diese 20 Schiffe werden nun bis zur Stilllegung der Kraftwerke benötigt. Dagegen werden die Schwergutschiffe nach Fertigstellung des letzten Kraftwerkes nicht mehr benötigt.

## Schwergutschiffe bauende Werften

### Deutschland

#### Historisch
Seit der Ablieferung von Lone durch die J. J. Sietas-Werft im Jahre 2011, wurden keine Schwergutschiffe mehr in Deutschland gebaut (Stand Juni 2024).

##### Sietas-Werft
Die „J. J. Sietas“-Werft baut seit Ende der 1980er Jahre Schwergutschiffe, de facto ausschließlich für SAL. Mit dem Typ 183 wurden hier die, damals, größten Schwergutschiffe weltweit gebaut. Der beiden Schiffe von Typ 183 waren gleichzeitig auch die letzten Schwergutschiffe die bei Sietas gebaut wurden.
Gebaute Typen
- Typ 132 gebaut 1987–1996
- Typ 161 gebaut 1997–2004
- Typ 176 gebaut 2008/09
- Typ 183 gebaut 2010/11

##### Peene-Werft
Die Peene-Werft baut seit Mitte der 1990er Schwergutschiffe hauptsächlich für SCANSCOT, aber auch für Harren & Partner.
Gebaute Typen
- Scan Polaris-Typ
- Scan Arctic-Typ
- Scan Atlantic-Typ
- Scan Brasil-Typ
- Scan Britania-Typ
- Pancaldo-Typ

##### Volkswerft Stralsund
- Combidock (Stark modifiziert für den Offshore-Einsatz)

##### Lloyd-Werft
Die Lloyd-Werft hat bisher vier Dockschiffe mit Schwergutkränen für Harren & Partner gebaut.
Gebaute Typen
- Combi Dock

##### Flensburger Schiffbau-Gesellschaft
- S-Klasse für Rolldock

#### Vor 1990

##### Stülcken-Werft
Die Stülcken-Werft baute für die DDG Hansa Schwergutschiffe und entwickelte zusammen mit der Hansa den Stülcken-Schwergutbaum.
Gebaute Typen
- Lichtenfels-Klasse
- Wartenfels-Klasse

##### Jansen Werft
Gebaute Typen
- Samson-Scan-Typ
- Project-Typ

##### Flender-Werft
Die Flender-Werft baute für die DDG Hansa Schwergutschiffe.
Gebaute Typen
- ST-Klasse

##### A.G. Weser
Die A.G. Weser baute für die DDG Hansa Schwergutschiffe
Gebaute Typen
- Bärenfels-Klasse
- Lichtenfels-Klasse
- Uhenfels
- Wartenfels-Klasse
- Crostafels-Klasse

##### Lürssen-Werft
Die Fr. Lürssen Werft baute 1976/77 ein einzelnes Schwergutschiff für die DDG Hansa.
- Stahleck

### Ausland

#### China
- Taizhou Kouan Shipbuilding, Taizhou
- Hudong-Zhonghua Shipbuilding
- Sainty Marine, Yangzhou

#### Indien
- Larsen & Toubro (baut Schiffe für Rolldock und Biglift)

#### Rumänien
- Damen Shipyards, Galați

## Schwergutreedereien (Auswahl)
Hier sind nur Reedereien aufgelistet, die mehrere Schwergutschiffe betreiben. Es gibt weitere Reedereien, die nur ein oder zwei Schiffe haben.

### Australien
- Austral Asia Line

### Dänemark
- Combilift

### Deutschland
- SAL Heavy Lift, 2017 von “K” Line (Japan) an Harren & Partner verkauft
- Briese Schiffahrt, alle Heavy-Lift-Schiffe verchartert, zum Großteil an BBC Chartering
- Sloman Neptun, Liniendienst von Nordeuropa ins Mittelmeer
- BBC Chartering, keine eigenen Schiffe, nur Charter-Tonnage
- Reederei Jüngerhans, alle Schiffe verchartert
- Harren & Partner, alle Schiffe werden von der Tochterfirma SAL Heavy Lift befrachtet
- United Heavy Lift, als Befrachter für Schiffe dritter und als Betreiber von eingecharterter Tonnage
- Auerbach Schifffahrt, alle Schiffe verchartert
- DShips

#### Ehemalige Reedereien
- DDG Hansa (Konkurs 1980)
- SCANSCOT (insolvent Oktober 2010)
- Beluga Shipping (im Juli 2010 teilverkauft an US-Hedgefund Oaktree Capital Management; seit März 2011 insolvent)
- Condock, Tochterfirma von Harren & Partner / nicht mehr existent
- Hansa Heavy Lift, Nachfolgereederei von Beluga Shipping, zu 100 % im Besitz von Oaktree Capital Management; seit 2019 insolvent
- Rickmers Reederei 2017 insolvent und an Zeaborn verkauft, Zeaborn selbst ist seit 2020 insolvent
- Reederei Bockstiegel, von Briese Schiffahrt übernommen
- Zeamarine (insolvent 2020)

### Japan
- NYK Hinode

### Niederlande
- Jumbo Shipping
- BigLift (Tochterfirma von Spliethoff)
- Rolldock
- Spliethoff

#### Ehemalige
- Belships (betreibt heute keine Schwergutschiffe mehr)
- Giant Marine (nur noch als Agentur tätig)
- OIG Offshore Installation Group
- STX Pan Ocean

### Polen
- Chipolbrok (ein Joint Venture zwischen Polen und China)

### Singapur
- SE Shipping

### Südkorea
- Hyundai Merchant Marine

### USA
- Intermarine

### VR China
- COSCO
- Hanssy Shipping
- HongFa Shipping Co., Ltd.